# Stacking (jogo eletrônico)
Stacking é um jogo eletrônico de aventura desenvolvido pela Double Fine Productions e publicado pela THQ em fevereiro de 2011 para os consoles de videogame Xbox 360 e PlayStation 3. Uma versão para Windows foi lançada em março de 2012, e versões para OS X e Linux foram lançadas em maio de 2013. Como Costume Quest anterior de Double Fine, é um título menor criado durante o período de desenvolvimento de Brütal Legend.
O jogo é baseado no empilhamento de bonecas matryoshka russas, uma ideia cunhada pelo diretor de arte da Double Fine, Lee Petty, que viu as bonecas como um meio de substituir a interface de jogador padrão usada em jogos gráficos de aventura. O jogador controla o menor boneco, Charlie Blackmore, que tem a habilidade de empilhar e desempilhar em bonecos maiores e usar suas habilidades para resolver quebra-cabeças para permitir que Charlie liberte seus irmãos mais velhos e acabe com o trabalho infantil imposto pelo antagonista, o Barão. Os quebra-cabeças do jogo têm múltiplas soluções e incluem quebra-cabeças e desafios adicionais que permitem ao jogador explorar o mundo do jogo fora da história principal.
Stacking foi bem recebido pela crítica e elogiado por sua aparência atraente, história bem-humorada e jogabilidade acessível para jogadores casuais.

## Jogabilidade

O mundo das bonecas matrioscas animadas em Stacking

O jogador controla o menor boneco, Charlie Blackmore, que está tentando reunir sua família que está sendo forçada a trabalhar para um malvado industrial chamado The Baron. Charlie é capaz de pular dentro de bonecos um tamanho maior que ele e controlá-los, desde que o boneco maior esteja de costas para ele. Se o jogador já controla uma pilha de bonecos, essa pilha também pode saltar para um boneco de tamanho único. O jogador também pode desempilhar os bonecos a qualquer momento para inserir bonecos menores que sua pilha atual.  Certos bonecos únicos, fora de Charlie, têm suas próprias habilidades especiais - como a habilidade de destrancar portas, flutuar para locais mais altos ou atrair outros bonecos, que podem ser usados pelo boneco mais externo.  Assim, o jogador deve empilhar e desempilhar o conjunto de bonecos possuído por Charlie para resolver quebra-cabeças ao longo do jogo.  Os quebra-cabeças posteriores podem exigir o uso de vários bonecos para combinar suas habilidades.
Os vários desafios de cada missão contêm múltiplas soluções, com recompensas oferecidas por encontrar todas elas. Por exemplo; em um desafio em que o jogador deve esvaziar um salão cheio de pessoas ricas, os jogadores podem entrar furtivamente um homem mal vestido na festa ou fazer outro personagem flatulhar em uma saída de ar para expulsar todos.  Também há recompensas por completar missões secundárias, descobrir bonecos únicos, encontrar e empilhar um conjunto correspondente de bonecos e realizar "Hi-jinks" com determinados bonecos. Junto com conquistas e troféus, as recompensas podem ser visualizadas por meio de dioramas construídos pelo amigo vagabundo de Charlie, Levi.

## Trama
Ambientada em uma versão fictícia da era industrial, a história começa com William Blackmore, um limpador de chaminés profissional, deixando sua família para trabalhar sob o comando de um poderoso industrial, o Barão. Alguns meses depois, com William não tendo retornado e a família endividada, os quatro filhos Blackmore (Albert, Agatha, Abigail e Archibald) são forçados a aprender pelos agentes do Barão, deixando o mais novo, Charlie, sozinho com sua mãe Agnês. Algumas semanas depois, chega um pombo com uma carta de Albert, que revela que o barão separou ele e seus irmãos, obrigando-os a trabalhar como escravos. Charlie posteriormente decide resgatá-los, recrutando um vagabundo amigável chamado Levi para ajudá-lo a montar um esconderijo em uma seção abandonada da estação ferroviária real, onde uma greve forçou a administração da estação a usar Albert e outras crianças como escavadores de carvão.
Charlie marca uma reunião entre o líder da greve e representantes da guilda ferroviária, interrompendo a greve e libertando Albert. Outra carta, desta vez de Agatha, o leva ao navio de cruzeiro particular do barão, o Commodore Perry, que atualmente embarca em uma viagem sem fim. Ao virar um pequeno grupo de passageiros ricos e influentes a bordo do Perry contra o capitão do navio, Charlie o força a retornar à costa, permitindo que Agatha volte para casa. Uma terceira carta leva Charlie a embarcar num enorme zepelim que acolhe uma cimeira internacional sobre a proibição ou não do uso do trabalho infantil, que o barão fraudou ao raptar os embaixadores que se opunham a ele. Charlie os liberta e eles conseguem aprovar uma proibição formal, mas o barão posteriormente ordena que seus homens sobrecarreguem o zepelim, com a intenção de matar os delegados em um "acidente" encenado. Com a ajuda de Abigail, que ele resgatou anteriormente, Charlie e os embaixadores consertam os danos e salvam o zepelim antes que ele caia.
Na tentativa de reconquistar a confiança do público, o barão anuncia planos de enviar todas as suas ex-trabalhadoras infantis em férias com todas as despesas pagas, usando seu trem particular recém-construído. Entretanto, tudo acaba sendo uma armadilha, o barão e seus acionistas pretendem transportar as crianças para uma fábrica offshore, fora da jurisdição internacional. Além disso, toda a família Blackmore foi feita refém, vigiada pelos capangas do barão, os generais. Charlie consegue subjugá-los individualmente e libertar sua família, incluindo seu pai. Infelizmente, não conseguem parar o trem antes que ele chegue ao destino, e o barão revela seu verdadeiro plano, transformar a fábrica em uma ilha artificial e vender as crianças como mão de obra barata.
Junto com sua família e amigos, Charlie tira as camadas do Barão até que fiquem do mesmo tamanho. O Barão convoca guardas para ajudá-lo, mas Levi e seus primos vagabundos aparecem em um helicóptero improvisado e os derrotam.  Charlie e o Barão então se enfrentam em um duelo final de pedra-papel-tesoura, terminando com o Barão sendo jogado em um poço cheio de órfãos cativos que o despedaçam, deixando para trás apenas seu monóculo e cartola. Ao voltar para casa, William consegue um emprego com melhor remuneração, finalmente libertando a família Blackmore da pobreza.

## Desenvolvimento

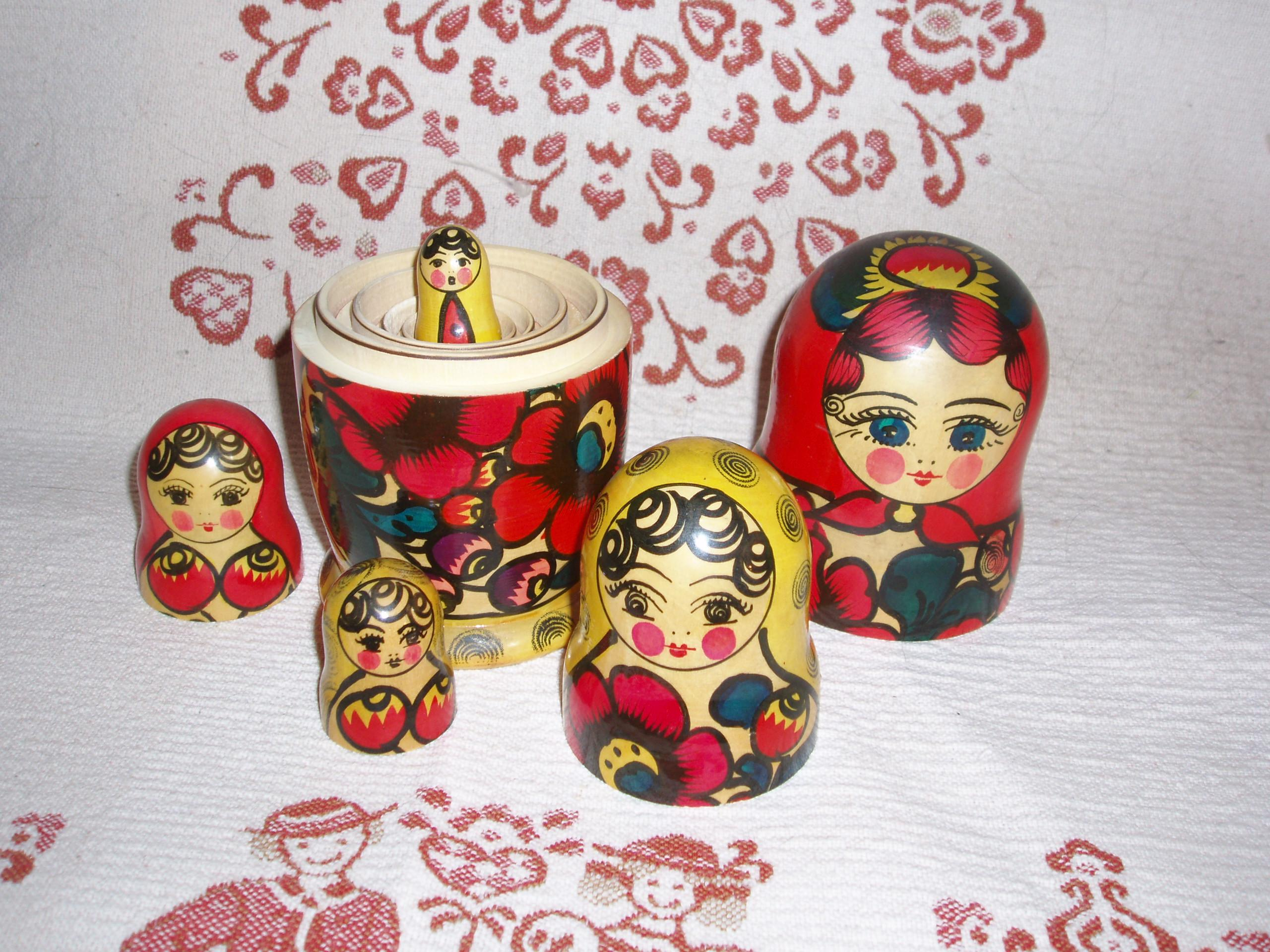
As bonecas Matrioscas servem de inspiração e personagens, inventário e verbos para o jogo de aventura Stacking.

Stacking é o segundo jogo, depois de Costume Quest, vindo de Double Fine, que foi inicialmente criado durante um evento "Amnesia Fortnight" durante o período de desenvolvimento de Brütal Legend. Tim Schafer usou a Quinzena durante uma época em que o destino da publicação de Brütal Legend não estava claro, dividindo a empresa em quatro equipes para criar protótipos de jogos menores. O criador do jogo e líder do projeto é Lee Petty, que foi o diretor de arte de Brütal Legend. Petty queria criar um jogo de aventura contemporâneo, mantendo os personagens e as histórias enquanto reinventava a interface normal de apontar e clicar usada para tais jogos.  Depois de observar sua filha brincando com bonecas matryoshka, ele percebeu que as próprias bonecas poderiam ser os personagens, o inventário e os verbos de ação ao mesmo tempo. Petty e Schafer refletiram mais tarde que o uso de bonecos, um brinquedo comum, ajudaria a tornar o jogo atraente para o jogador casual, pois eles entenderiam rapidamente a mecânica de empilhar e desempilhar, ao mesmo tempo em que ainda atrairiam jogadores hardcore com mecânica de jogo mais profunda. A ideia de usar esses bonecos seria mais tarde benéfica na produção, já que a estrutura básica do modelo do boneco no motor do jogo poderia facilmente ser reutilizada para os mais de cem bonecos exclusivos do jogo. Schafer ajudou Petty a escrever a história do jogo e a projetar alguns dos quebra-cabeças. Schafer estimou o orçamento total do jogo em US$ 2 milhões.
O jogo contém um nível central, a Estação Ferroviária Real, e quatro níveis adicionais para os quais o jogador viaja através da Estação Ferroviária. Cada nível foi projetado com uma série de quebra-cabeças que permitiam ao jogador se aproximar em qualquer ordem, mantendo o tamanho do nível pequeno e descomplicado para evitar que o jogador se perdesse. A maioria dos quebra-cabeças foi projetada com múltiplas soluções; Petty afirmou que queria atender tanto o jogador casual, que pode querer apenas encontrar uma das soluções para progredir no jogo, quanto o jogador mais dedicado, que provavelmente gastaria tempo para descobrir todas as soluções pretendidas. Isso foi promovido ao permitir ao jogador percorrer livremente áreas previamente concluídas para completar todos os quebra-cabeças, inclusive depois de completar a história principal. Os quebra-cabeças e desafios foram projetados para serem concluídos em segmentos curtos, dando ao jogador mais liberdade para jogar em seu próprio ritmo. Petty queria ter certeza de que o jogador teria tempo para contemplar os quebra-cabeças ou explorar o ambiente como nos jogos de aventura mais antigos, embora ainda tivesse certeza de que seus ambientes pareciam vivos e animados. Os próprios níveis são projetados usando uma mistura de designs da Grande Depressão e da era vitoriana, usando utensílios domésticos virtuais, como bolinhas de gude e alfinetes de segurança, uma inspiração que veio do interesse por dioramas e palcos em miniatura. O jogo em si apresenta cenas com diálogos no estilo dos primeiros filmes mudos, onde uma placa de texto é mostrada para mostrar o diálogo depois de encenado e a cena acontece no palco de um teatro.
Como parte da promoção do jogo, a Double Fine ofereceu um conjunto de bonecas matryoshka baseadas nos personagens do jogo, a tiragem inicial esgotou em menos de 24 horas. THQ lançou um conteúdo para download. O primeiro add-on, "The Lost Hobo King", foi lançado em abril de 2011 e inclui novos bonecos e um novo palco para explorar. O foco é Charlie ajudando o tio de Levi, Rufus, a encontrar a coroa para se tornar o rei dos vagabundos na cidade de Camelfoot.
Stacking e Costume Quest foram adquiridos pela Nordic Games durante a falência da editora THQ. Em novembro de 2013, a Double Fine e a Nordic Games negociaram um acordo para a Double Fine assumir os direitos de publicação de ambos os jogos, enquanto a Nordic ajudará a publicar e distribuir cópias de varejo desses jogos e dos Psychonauts da Double Fine para sistemas Windows e Mac OS X no início de 2014.

## Recepção
Stacking recebeu avaliações críticas amplamente positivas.  A maioria dos críticos comentou sobre a curta duração do jogo se alguém simplesmente progredisse na história sem explorar nenhuma das soluções alternativas ou quebra-cabeças secundários, e pode ser considerado um jogo muito curto pelo preço de US$ 15. Muitos sentiram que com a exploração completa possível dentro do jogo, Stacking vale bem o preço sem se tornar muito longo ou repetitivo; Chad Sepieha do The Globe and Mail afirmou que o jogo é "um ótimo exemplo do que um jogo distribuído digitalmente por US$ 15 pode ser", enquanto Justin Haywald, da 1UP.com, encontrou forte preferência pela maneira como Stacking "condensa uma experiência divertida em várias horas excelentes, em vez de se estender demais".
A jogabilidade central do jogo foi considerada muito acessível, em parte devido ao seu visual atraente. Os controles foram considerados simples o suficiente para serem facilmente ensinados a um jogador casual e fornecem dicas suficientes para que o jogador raramente fique preso ao progresso no jogo.  A utilização de múltiplas soluções para resolver vários desafios foi elogiada; conforme afirmado por Jeff Marchiafava do Game Informer, fornecer múltiplas soluções ajuda a "[resolver] um dos problemas mais comuns do gênero [jogo de aventura]", já que os jogadores não precisam adivinhar uma linha específica de pensamento programada  pelos desenvolvedores. As múltiplas soluções também fornecem um meio de motivar os jogadores a buscar todas as soluções, já que encontrar as soluções pode ser “lógico e gratificante de resolver”, de acordo com Carolyn Petit da GameSpot e Christian Donlan da Eurogamer considerou este design um que "encoraja ativamente uma segunda jogada e uma imaginação confusa". Muitas análises notaram que a maioria dos quebra-cabeças eram um tanto simples, resolvidos com o uso de apenas um boneco até o final do jogo, tornando o jogo um ritmo estranho. Em particular, no final do jogo, os jogadores podem combinar as habilidades especiais de certos bonecos quando empilhados, um recurso de jogo que teria sido mais interessante de explorar no início do título. A coleção adicionada e os objetivos do Hi-Jinks foram encontrados para ajudar a estender o jogo além da história principal e fornecer maneiras de experimentar os bonecos para encontrar soluções para os quebra-cabeças principais. Alguns críticos comentaram sobre alguns problemas com a câmera do jogo em locais apertados e alguns outros pequenos problemas técnicos, mas sentiram que isso não prejudicava a experiência geral.
A história e a arte de Stacking foram os destaques do jogo. Steve Boxer, do The Guardian, achou a arte do jogo "totalmente encantadora" e "suntuosa". Donlan considerou o mundo do jogo um "lugar maravilhosamente trabalhado" que foi capaz de combinar "o eco da grandeza da arquitetura dos anos 1930 e da tecnologia fuliginosa com a engenhosidade caseira de LittleBigPlanet". Os revisores observaram que o jogo é capaz de abordar questões sérias, como a Grande Depressão e o trabalho infantil, e transformá-las em um cenário humorístico. Kristine Steimer do IGN afirmou que "o diálogo espirituoso e as animações bobas amplificam o fato de que este jogo não é na verdade propaganda socialista".
Revendo o lançamento do jogo para Linux, o revisor do Hamish Paul Wilson do GamingOnLinux deu ao jogo 8/10, comentando que "Stacking é um bom exemplo do que pode ser feito por um desenvolvedor com recursos limitados e muita produção criativa". Ele também acrescentou que "com um preço bastante competitivo e um lançamento Linux sólido, há muito poucos motivos para não experimentar o jogo para qualquer um que esteja tão inclinado a tentar um pequeno roubo de corpo de Matryoshka".